# Aedes mediovittatus
Aedes mediovittatus är en tvåvingeart som först beskrevs av Daniel William Coquillett 1906.  Aedes mediovittatus ingår i släktet Aedes och familjen stickmyggor. Inga underarter finns listade i Catalogue of Life.